# Circuito di Montréal
Il circuito di Montréal, intitolato a Gilles Villeneuve, è un circuito cittadino semipermanente che sorge nel Parc Jean-Drapeau sull'Isola Notre-Dame, costruita per le Olimpiadi del 1976 nell'estuario del fiume San Lorenzo.

## Storia

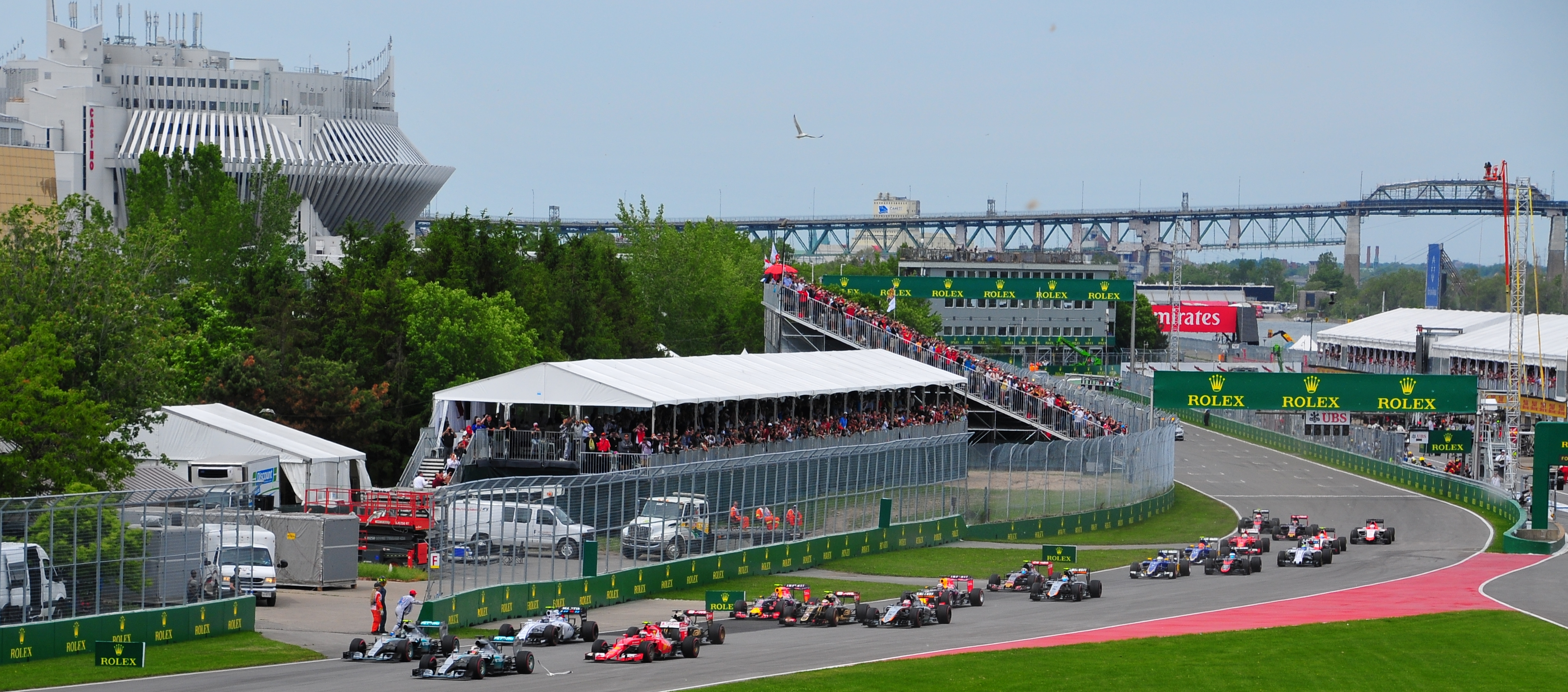
La partenza del Gran Premio 2015

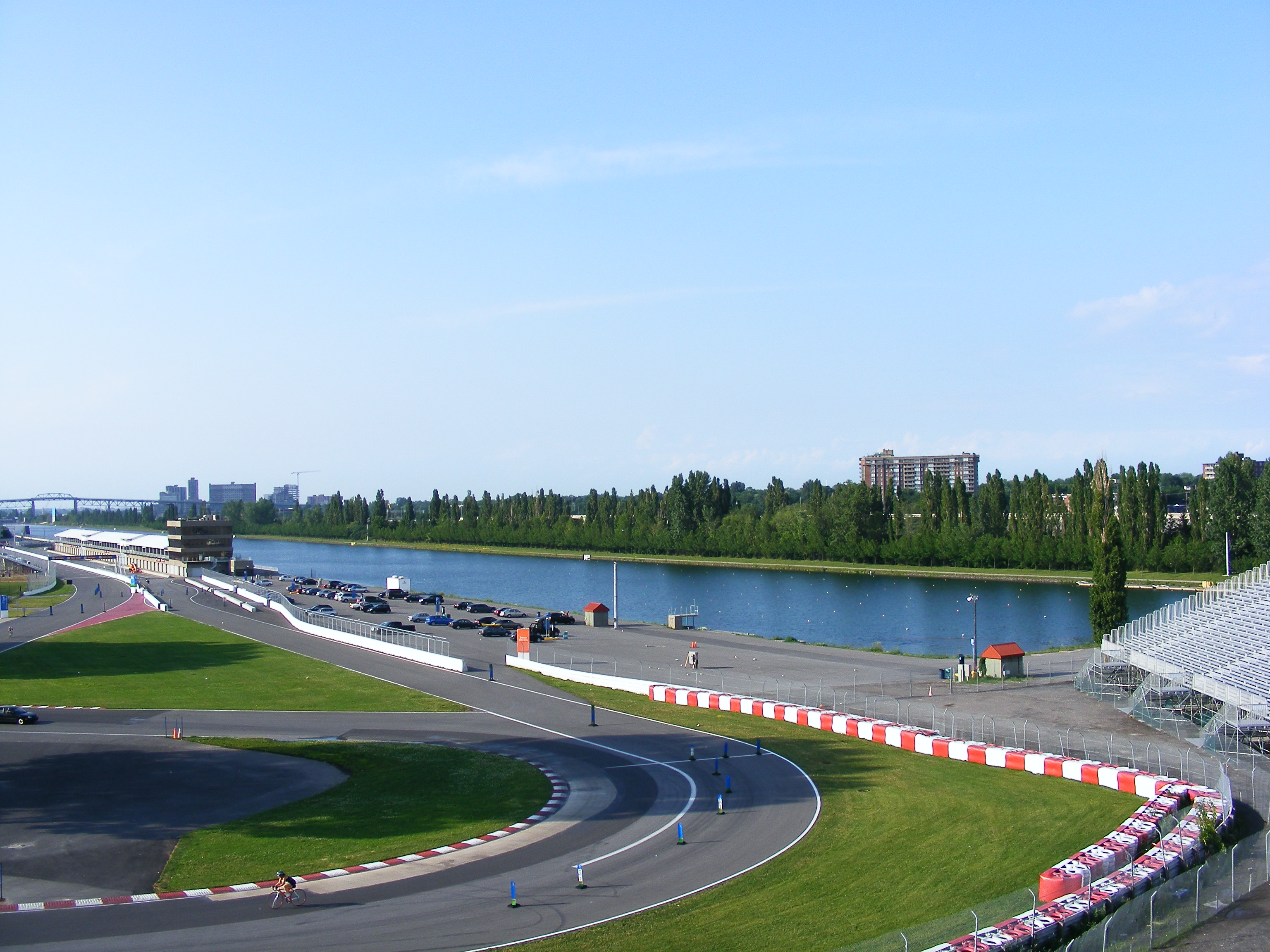
L'uscita dei box

A partire dal 1978 ospita il Gran Premio del Canada di Formula 1, che proprio quell'anno fu vinto dall'eroe locale Villeneuve a cui il circuito sarebbe stato intitolato poche settimane dopo la sua morte avvenuta nel 1982; sulla linea del traguardo è stato apposto "Salut Gilles". Il tracciato ha ospitato anche la formula americana Champ Car e il campionato NASCAR.
Nel corso della sua storia più che trentennale, le modifiche al tracciato sono state relativamente poche: la pista non presenta curvoni veloci, ma una serie di "S" inframmezzate da tratti rettilinei. Per questo viene considerato un tracciato "stop and go", molto duro per i freni e sotto il profilo del consumo di carburante.
La conformazione originale della pista vedeva i box sistemati nel tratto successivo al tornantino. Il tratto successivo vedeva una serie di veloci cambi di direzione, un allungo verso l'attuale zona dei box, ed ancora una serie di varianti che portavano all'altra curva lenta, all'estremo opposto del tracciato. Nel 1980, la prima curva dopo la partenza vide un incidente multiplo, innescato da un contatto fra Alan Jones e Nelson Piquet, che coinvolse molte vetture, bloccando la gara. Nel 1982 Didier Pironi, in pole position con la Ferrari, rimase fermo sulla griglia al momento del via: venne tamponato dalla Osella di Riccardo Paletti, che nell'incidente perse la vita.
La gara canadese non si corse nel 1987 per motivi economici, e gli organizzatori ne approfittarono per rinnovare il tracciato. I box ed il rettifilo di partenza vennero spostati in prossimità della curva lenta opposta al tornantino: questo tratto venne in sostanza raddrizzato e reso più semplice, fornendo nel contempo una struttura migliore alle squadre che devono lavorare nei box. Nel 1994, a seguito degli incidenti di Imola, il tratto veloce dopo il tornantino venne rallentato da una chicane provvisoria, e nel 1996 venne anche questo rettificato: dal tornantino alla variante che immette sul rettilineo dei box, ora non ci sono in sostanza curve, ed il tratto si può percorrere in piena accelerazione. Nel 1997, nel tratto più guidato del circuito, Olivier Panis ebbe un incidente con la sua Prost, riportando la frattura di entrambe le gambe. La ricerca di un aumento della sicurezza portò, per l'edizione 2002, ad anticipare il tornantino, per aumentare lo spazio di fuga all'esterno, spazio di fuga successivamente asfaltato, come di norma nei circuiti odierni. Inoltre l'uscita della pit lane viene allungata, tagliando la curva 1, arrivando all'uscita del tornante Senna (curva 2). Di conseguenza la pista viene accorciata di 60 metri, da 4.421 a 4.361 metri, e i giri di gara salgono dai 69 del 1996-2001 ai 70 in vigore dal 2002.
Nonostante un continuo lavoro per la ricerca di maggior sicurezza, la natura semipermanente del circuito ne limita fortemente lo sviluppo: i muretti sono quasi una soluzione obbligata, non essendo possibile quasi in nessun punto allargare gli spazi di fuga. Di conseguenza, anche qualora non si verifichino incidenti seri, è molto facile che la gara sia neutralizzata dall'intervento della Safety Car, in quanto anche la semplice rimozione di una vettura incidentata può presentare problemi logistici non indifferenti.
Nel campionato 2009 il circuito di Montréal non era nella lista del calendario, ma è stato nuovamente inserito dalla stagione 2010. Il record assoluto del circuito è di 1'10"240 stabilito da Sebastian Vettel su Ferrari durante le qualifiche del Gran Premio del Canada 2019.

## Mappe del circuito

La configurazione di 4.410 metri utilizzata dal 1978 al 1986
La configurazione di 4.430 metri utilizzata dal 1988 al 1993
La configurazione di 4.450 metri utilizzata dal 1994 al 1995
La configurazione di 4.421 metri utilizzata dal 1996 al 2001
La configurazione di 4.361 metri utilizzata dal 2002